# Стадион Артур Еш
40° 44′ 59.59″ N 73° 50′ 49.32″ W / 40.7498861° С; 73.8470333° З
Стадион Артур Еш (енгл. Arthur Ashe Stadium), смештен у парку Флешинг Медоуз је главни тениски стадион који се користи на Отворено првенство Сједињених Држава у тенису, последњем од четири годишња Гренд слем турнира. На стадиону одржава и годишња тениска манифестација Дечји дани Артура Еша. Смештен је на НТЦ Били Џин Кинг у Флашингу. Стадион је име добио по познатом црном тенисеру Артуру Ешу, који је победио на првом Отвореном првенству САД отвореном за професионалце 1968.
Отворен је године 1997. године, а заменио је Стадион Луј Армстронг као главни стадион. Стадион Архур Еш има 22.547 појединачна седишта, 90 луксузних ложа, пет ресторана и простор за играче на два спрата - што га чини највећим објектом на свету који је предвиђен искључиво за тенис. Стадион, као и осталих 32 игралишта у близини, користи акриличну подлогу Декотурф.
Стадион се налази у близини стадиона Шиа, домаћег игралишта Њујорк Метса, а оба стадиона деле станицу Вилетс Поинт-Стадион Ши њујоршке подземне жељезнице на линији бр. 7.